# Mesechtiu
Mesechtiu ist ursprünglich die altägyptische Bezeichnung eines Hakens beziehungsweise Dexels, der während des Mundöffnungsrituals benutzt wurde und einen Stierschenkel symbolisierte. Das zugehörige Determinativ des Werkzeugs wurde bis zum Ende des Mittleren Reiches benutzt.
In der neuägyptischen Sprache änderte sich die hieroglyphische Schreibung des Ausdrucks. Zusätzlich wurde im Neuen Reich in Verbindung mit dem altägyptischen Totenbuch der Begriff „Mesechtiu“ durch „Chepesch“ ersetzt.

## Mythologische Verbindungen
Im Mundöffnungsritual besteht zwischen dem Dexel als „Mesechtiu“ und dem Vorderbein des Stieres als „Chepesch“ eine mythologische Verbindung. Beide Objekte wurden in der altägyptischen Astronomie als „unvergängliche Sterne“ oder „unverwüstliche Sterne“ bezeichnet und mit dem Sternbild Großer Bär identifiziert, welches nach altägyptischen Vorstellungen die heilige Himmelsbarke beziehungsweise den „Stierschenkel des Apis“ darstellte.
Im Papyrus Jumilhac wird beschrieben, wie Horus das Vorderbein von Seth herausreißt und es anschließend in den Himmel verbannte, woraus sich wiederum der Name „Mesechtiu“ ableitete. Der „Stierschenkel“ steht zudem mit Osiris in Verbindung, da Osiris möglicherweise von Seth in der Gestalt des Himmelsstieres mit seinem Vorderschenkel als „Waffe des Seth“ ermordet wurde. Aus dieser mythologischen Verbindung ergibt sich die Deutung, dass der „Stierschenkel“ sowohl „neues Leben“ als auch „Tod“ für den Empfänger symbolisierte. Ergänzend existierten neben dem Begriff „Chepesch“ in seiner ursprünglichen Bedeutung für das „Vorderbein des Stieres“ die weiteren Chepesch-Varianten „starker Arm“, „Kraftarm“, „Krummsäbel“ und „Kriegsaxt“.

## Verwendungszweck des Dexels
| S29 | X1 · Q3 |

| S29 | X1 · Q3 |

| Aa1 · Q3 · N37 | F23 · F23 | F23 |

| Aa1 · Q3 · N37 | F23 · F23 | F23 |

| U21 |

| U21 |

„Horus schnitt ab die starken Arme/Hüften (Beine) deiner (Osiris) Feinde und Horus brachte sie abgeschnitten zu dir (Osiris).“

| U21 |

| U21 |

 In dieser Art und Weise konnte der Dexel möglicherweise insbesondere zum Abtrennen der Gelenkknorpel sowie der Sehnen verwendet werden; zusätzlich vielleicht zum Freilegen des Knochenmarks, um möglichst ein magisch-machtvolles Speiseopfer zuzubereiten. Nach Analyse der Darstellungen des Mundöffnungsrituals auf Reliefs und einem hierfür durchgeführten Experiment bezüglich der Bestätigung hinsichtlich der Verwendung des Dexels, postulierten Andrew Hunt Gordon und Calvin Schwabe, dass der Dexel von den Priestern mit dem „Vorderbein des Stieres“ assoziiert beziehungsweise als Synonym verstanden wurde.

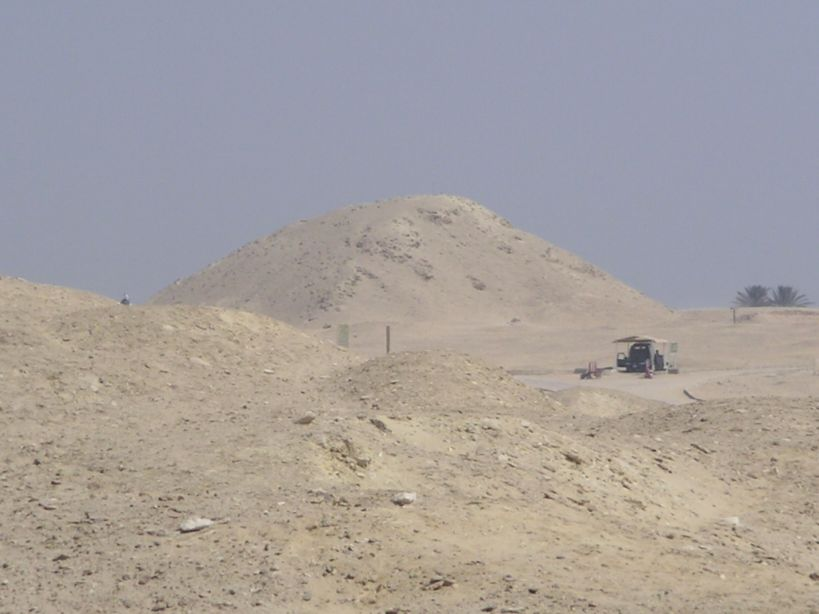
Die Teti II.-Pyramide

Basierend auf den Untersuchungsergebnissen wurde der Dexel während der Zeremonie primär zum Stimulieren der Muskelkontraktionen, Sezieren und der Amputation des Vorderschenkels vom Stier verwendet. Den weiteren Darstellungen ist zu entnehmen, dass das erbrachte Stieropfer den „magischen Übertrag seines Lebens auf den Verstorbenen“ bewirken sollte. Im gesamten Vorgang ist als weiteres Element die mythologische Bedeutung der Schlange enthalten, die ebenfalls als „Lebenssymbol“ für diese Sequenz des Mundöffnungsrituals begleitend Berücksichtigung fand. Sie wurde dabei als „lebendige Wirbelsäule“ verstanden, in deren Knochenmark sich sowohl „der Tod“ als auch „das Leben“ herausbildete.